# Туареги
Туарег пренасочва насам.  За модела автомобили вижте Фолксваген Туарег.
Туарегите са африкански берберски народ. Те обитават основно Сахара на обширна територия, простираща се от далечна югозападна Либия до южната част на Алжир, Нигер, Мали и Буркина Фасо. Традиционни номадски скотовъдци и малки групи от туареги се срещат и в Северна Нигерия.

## Местообитание
Туарегите населяват Северна Африка – Алжир, Мали, Либия, Буркина Фасо и Нигер. Те са номадски народ, който векове наред обикаля с камилски кервани из Сахара.

## Антропология и обичаи
Високи и с мургава кожа, мъжете се забулват още с влизането си в пубертета, като някои твърдят, че това ги предпазва от злите духове, които се вселяват в човека през устата. Те носят дълги мечове и ками, а щитовете им са изработени от кожа на бяла антилопа. Според някои изследователи това са наследниците на тайнствените воини с колесници, избягали от Либия към 1000 г. пр.н.е. и увековечени във фреските на Тасили.
Името „туареги“ е от арабски и означава „изоставени от бога“, защото те доста късно са приели ислямската религия и все още проявяват известни различия от общоприетите вярвания. Жените не покриват лицата си и вземат дейно участие в семейните дела, а туарегските семейства обикновено са моногамни.
До края на 19 век ахагарските туареги са управлявали голяма част от пустинята, от градовете-Оазис до Таманрасет и до Ин Салах. Те са търгували със слонова кост, злато, роби и заработвали допълнително, като събирали такси за охрана от минаващите кервани.

## Бит и легенда
Когато през 1881 г. разбират, че начинът им на живот е застрашен от плановете на Франция да построи транссахарска железопътна линия, в отговор те избиват почти цялата експедиция, изпратена да разучи маршрута. Въпреки че експедицията е била зле организирана и ръководена, а мъжете от племето са били със средновековни оръжия, зловещият им външен вид им спечелва репутацията на непобедими в очите на французите, затова те ги превръщат в главни герои на различни легенди. Най-известна е тази, залегнала в романа „Атлантида“ на Пиер Бенуа от 1919 г. В него се разказва за Антинея, красивата кралица на Атлантида, която живее в замък в планината Ахагар и съблазнява и убива млади френски офицери.
През 1925 г. археолози откриват скелет на жена, погребана с кралски почести. Популярната преса незабавно решава, че това е Антинея. Резултатът е бил магнетичен. Френски офицери претърсват планината за още доказателства и дори изследователят Анри Лот не остава равнодушен към легендата. През 1928 г. той открива в една отдалечена пещера скална рисунка на жена и твърди, че това е Антинея, сирената от незабравимата планина Ахагар.